# Seo Dong-myung
Seo Dong-Myung (Samcheo, 4 de maio de 1974) é um ex-futebolista profissional sul-coreano, goleiro, atualmente é treinador.

## Carreira
Seo Dong-myung representou a Seleção Sul-Coreana de Futebol nas Olimpíadas de 1996 e da Copa do Mundo de 1998.